# Jana Stelley
Jana Stelley (* 4. September 1981 in Bützow) ist eine deutsche Musicaldarstellerin, Schauspielerin und Synchronsprecherin. Sie spielte u. a. die Rolle der guten Hexe Glinda im Musical Wicked – Die Hexen von Oz im Palladium Theater in Stuttgart.

## Ausbildung
Nach ihrem Abitur am Geschwister-Scholl-Gymnasium in Bützow begann Jana Stelley ihre Musicalausbildung an der Stella Academy in Hamburg. Dort wurde sie im Fach Gesang u. a. von Maya Hakvoort unterrichtet. Ihr Debüt hatte sie 2003/2004 im Musical Les Misérables im Theater des Westens in Berlin. 2005 spielte sie die 2. Besetzung der Julia im Musical Romeo und Julia im Raimund Theater in Wien.
2006 verkörperte sie die Frenchy im Musical Grease am Stadttheater St. Gallen.

## Musicalrollen (Auswahl)
- 2003–2004: Ensemble/Éponine in Les Misérables in Berlin
- 2005: Tanzensemble/2. Besetzung Julia in Romeo und Julia in Wien
- 2006: Frenchy in Grease in  St. Gallen
- 2005: Constanze Weber in Mozart! in Concert in Wien
- 2007: Clarice/2. Besetzung „Ich“ in Rebecca in Wien
- 2008: Alternierende Glinda in Wicked – Die Hexen von Oz in Stuttgart
- 2009: Swing/Dancecaptain Cover Wendla/Ilse/Martha in Frühlings Erwachen in Wien
- 2010: Penny Pingleton in Hairspray in Köln
- 2011: 2. Besetzung Columbia in The Rocky Horror Show, Europa-Tournee
- 2011: Ulla in Kein Pardon in Düsseldorf
- 2011: Iris in Wenn Rosenblätter fallen in Datteln
- 2013: Clio in Xanadu in Amstetten
- 2014: Wednesday Addams in The Addams Family in Merzig
- 2016: alternierende Doralee 9 to 5 in Merzig
- 2016: Winnifred in  Once Upon a Mattress in Wien
- 2016: Ensemble Cover Barbara Gerl in Schikaneder in Wien
- 2017: Jeannie in Hair in Amstetten
- 2018: Ensemble Cover Lauren und Pat in  Kinky Boots in Hamburg

## Synchronstimmen (Auswahl)
- 2004: Meg Giry im Film Das Phantom der Oper
- 2007: Anastasia im Film Cinderella – Wahre Liebe siegt